# Cappella Antinori
La cappella Antinori è una cappella esterna della chiesa dei Santi Michele e Gaetano a Firenze. Vi si accede da piazza Antinori.

## Storia e descrizione
Il ricco mercante Niccolò di Tommaso Antinori, che aveva il proprio palazzo sul lato occidentale della piazza antistante la chiesa di San Michele Bertelde, stabilì nel suo testamento (1519) che venisse costruita una cappella a ridosso della fiancata settentrionale della suddetta chiesa, da dedicarsi alla Vergine Maria, su disegno di Baccio d'Agnolo. L'edificio venne demolito nel 1634 nell'ambito dei lavori di ricostruzione della navata di San Michele e venne concesso alla famiglia Antinori un ambiente a pianterreno dell'annesso convento, in prossimità della nuova facciata della chiesa, all'interno del quale furono trasferiti gli arredi della cappella originaria. La costruzione del nuovo oratorio durò due anni, dal 1635 al 1637.
L'ingresso della cappella è situato all'immediata sinistra della facciata della chiesa dei Santi Michele e Gaetano, con elementi scultorei di Alessandro Malavisti. L'oratorio è costituito da un ambiente a pianta rettangolare coperto da volta a botte. A ridosso della parete di fondo vi è l'altare della metà del XVI secolo, decorato da un solenne timpano e da due paraste in marmo rosso che incorniciano una tavola sagomata con il Crocifisso e i santi Girolamo, Francesco e la Maddalena, che alcuni attribuiscono a Filippo Lippi, almeno nel disegno, perché le pesanti ridipinture impediscono, in attesa di un restauro, di leggere correttamente l'opera.
Nella cappella si trova anche il cinquecentesco Monumento sepolcrale a Alessandro Antinori, importante magistrato dell'epoca. L'opera di artista ignoto riprende la solennità razionale e l'uso di marmi bianchi e neri della Cappella Gondi in Santa Maria Novella di Giuliano da Sangallo.
Sul lato sud sono stati collocati tre rilievi in marmo facenti forse parte del portale romanico dell'antica chiesa di San Michele Berteldi; essi raffigurano rispettivamente San Michele Arcangelo (al centro), San Pietro (a sinistra) e San Miniato (a destra) e risalgono agli inizi del XII secolo.
L'ingresso è dominato dall'affresco staccato di una Madonna col Bambino di scuola botticelliana. Vi si trovano anche due dipinti provenienti da San Gaetano: il Martirio di sant'Andrea di Antonio Ruggieri, già nella cappella Del Rosso, e l'Immacolata con Padre Eterno e i santi Vincenzo Ferrer e Nicola di Mira di scuola fiorentina del XVIII secolo.
La porta tra la cappella e la chiesa vera e propria ha un singolare architrave decorato da un timpano ad ali di pipistrello, omaggio del Nigetti al Buontalenti.
Nella cappella è stato ricoverato il dipinto con la Crocifissione tra i santi Francesco e Romualdo attribuito a Giovanni Battista Naldini o a Baccio Tosini, figlio di Michele, proveniente dal tabernacolo sul muro esterno su via de' Corsi.

## Altre immagini

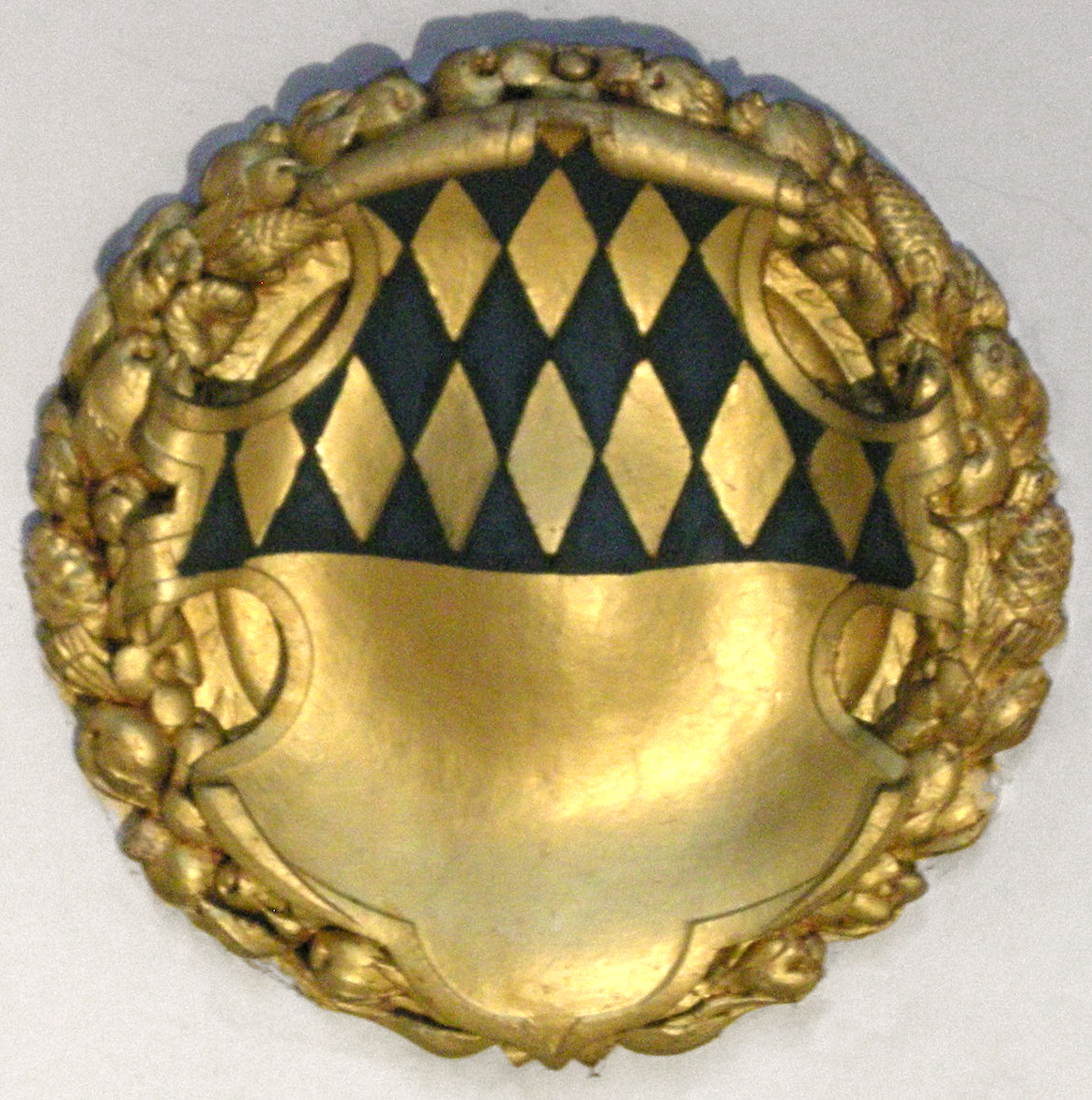
Stemma antinori
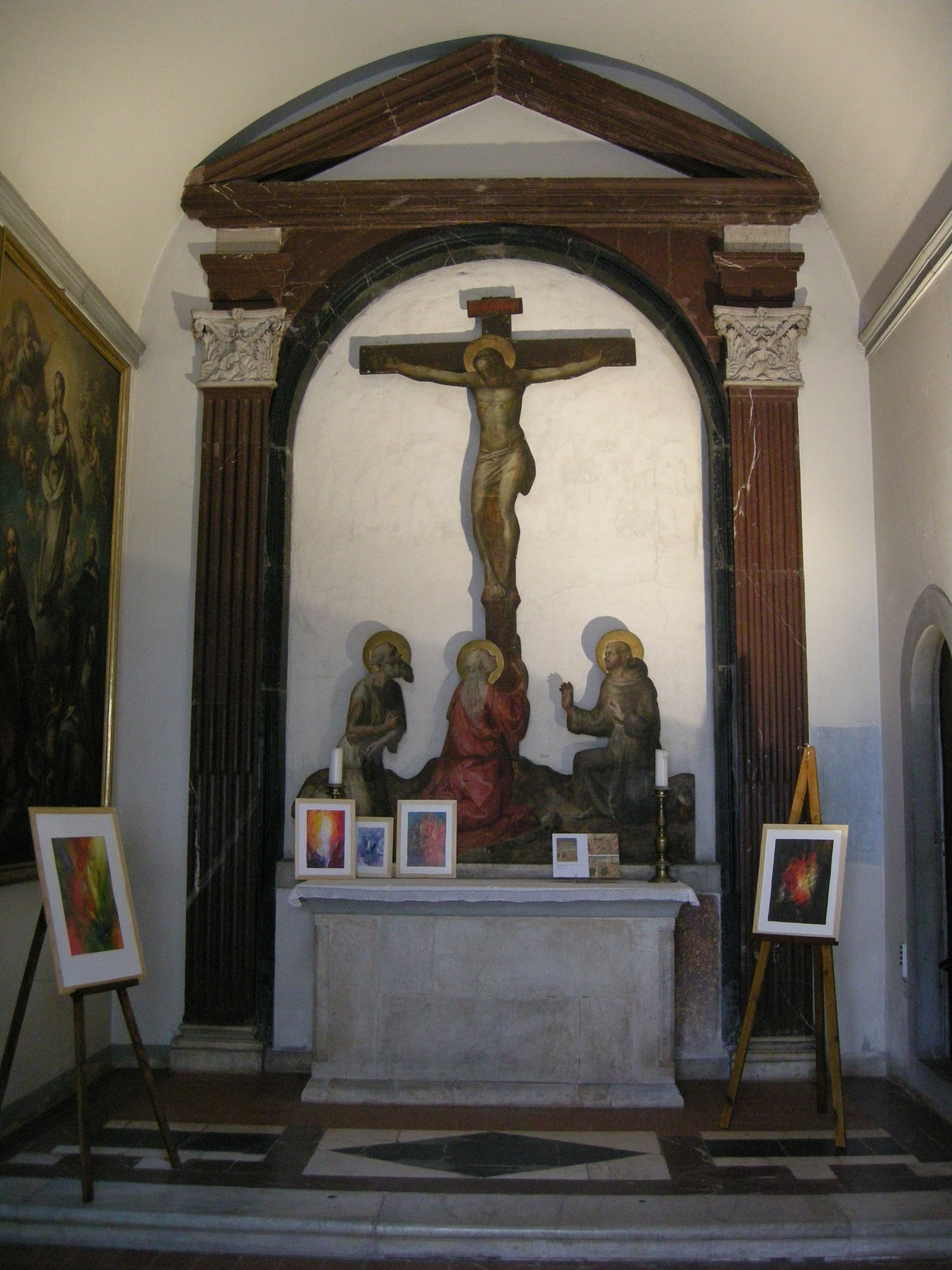
Altare
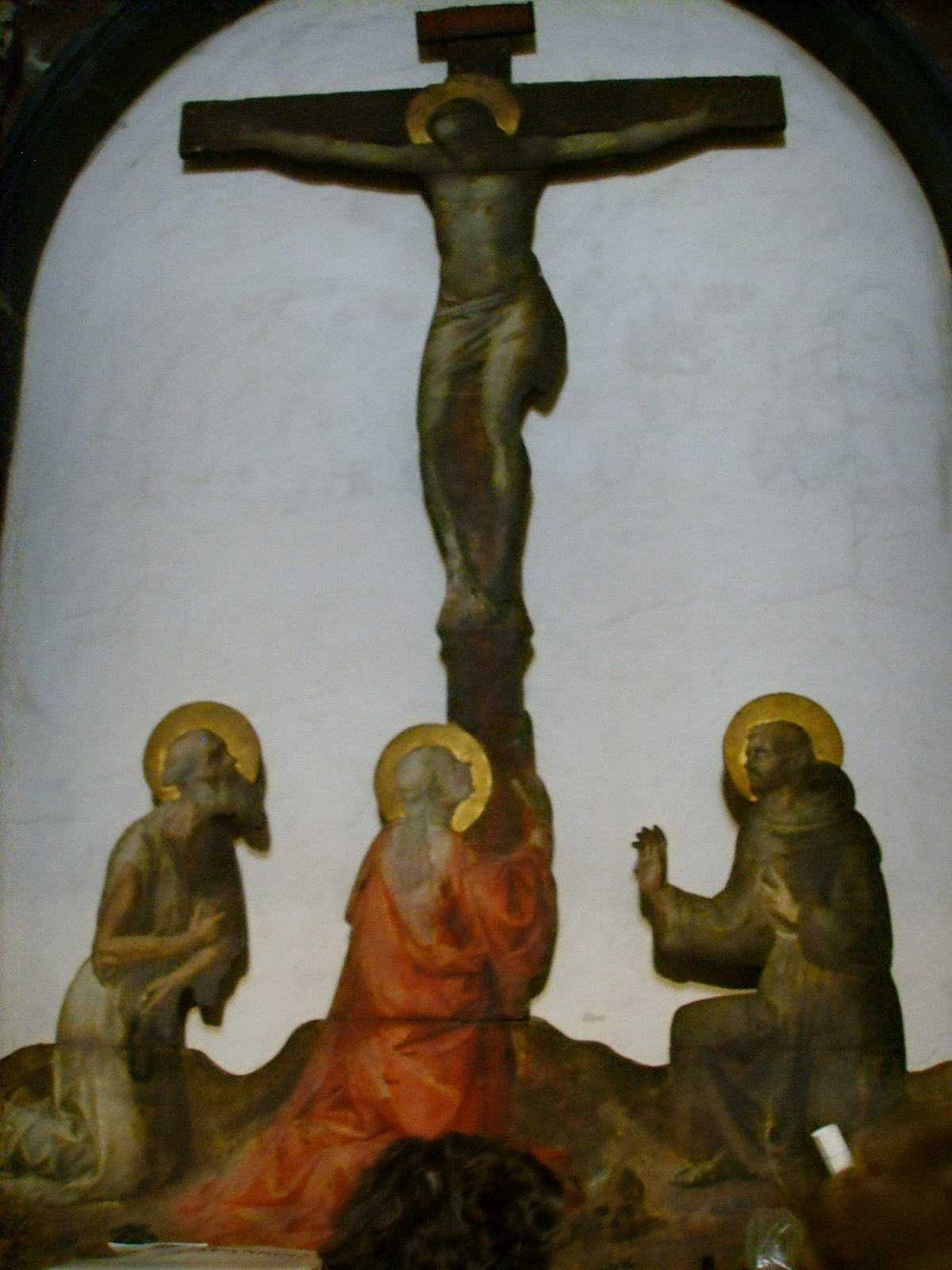
Crocifisso sagomato
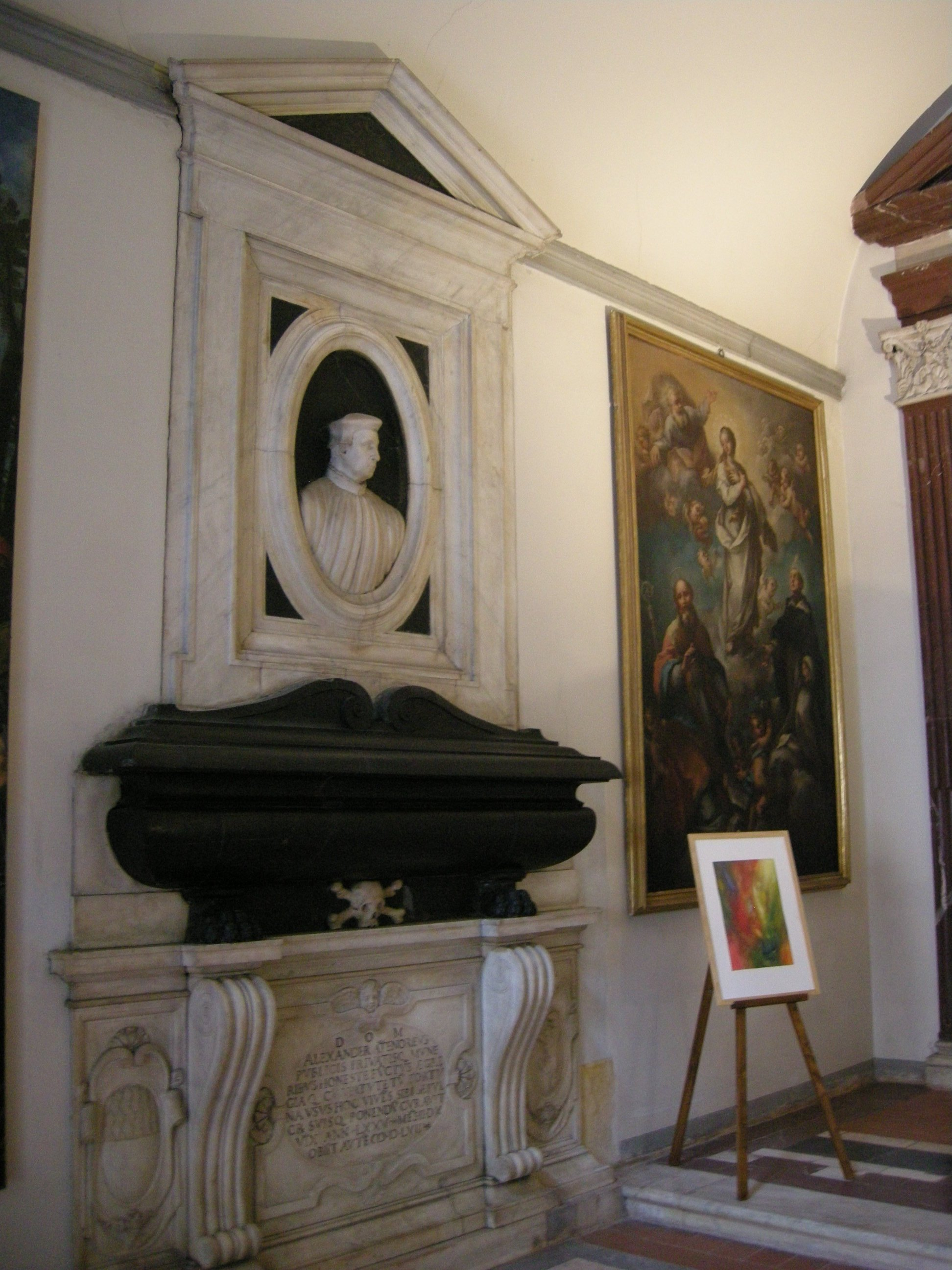
Monumento sepolcrale di Alessandro Antinori
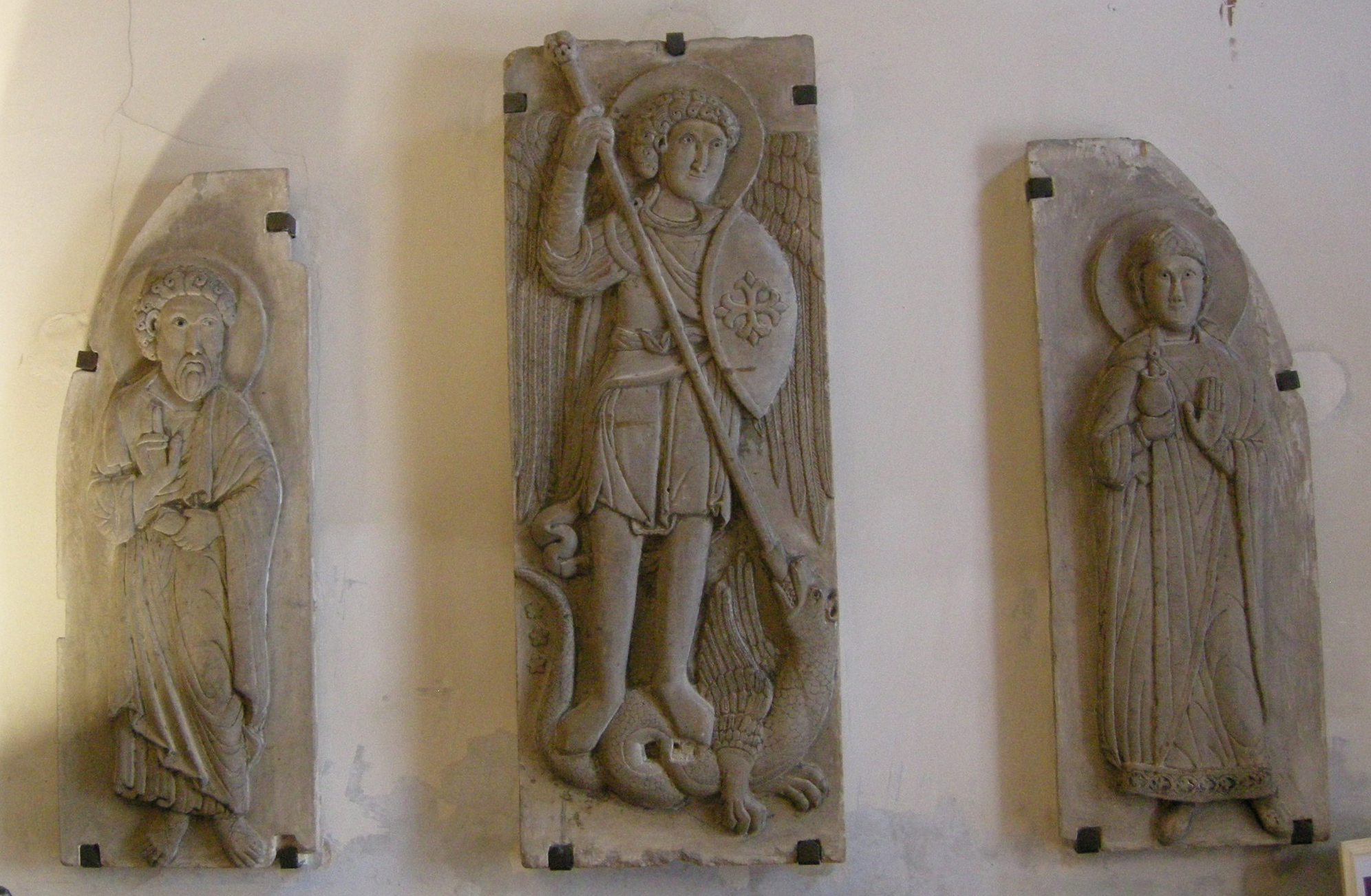
Tre rilievi romanici
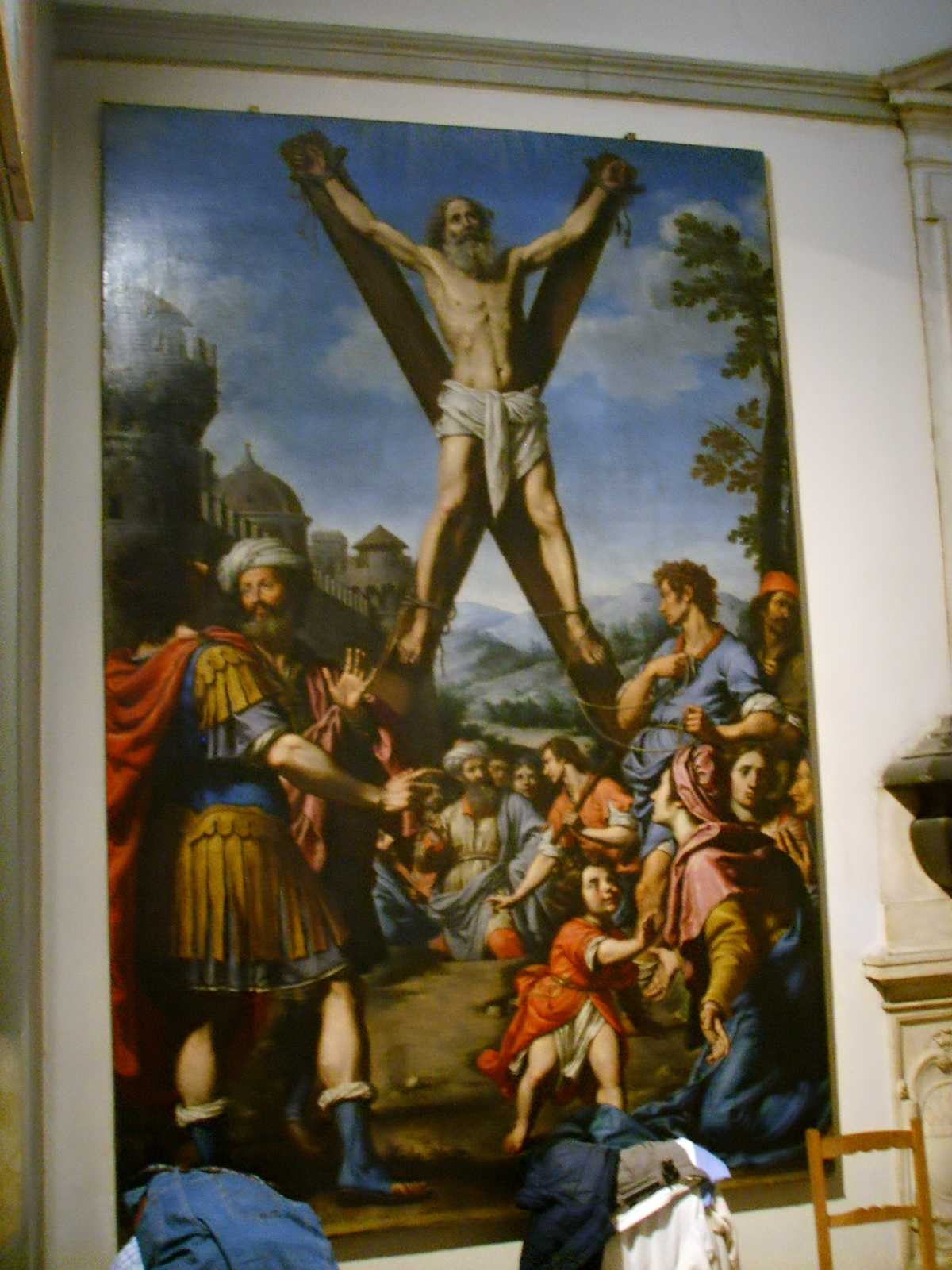
Martirio di Sant'Andrea di Antonio Ruggieri
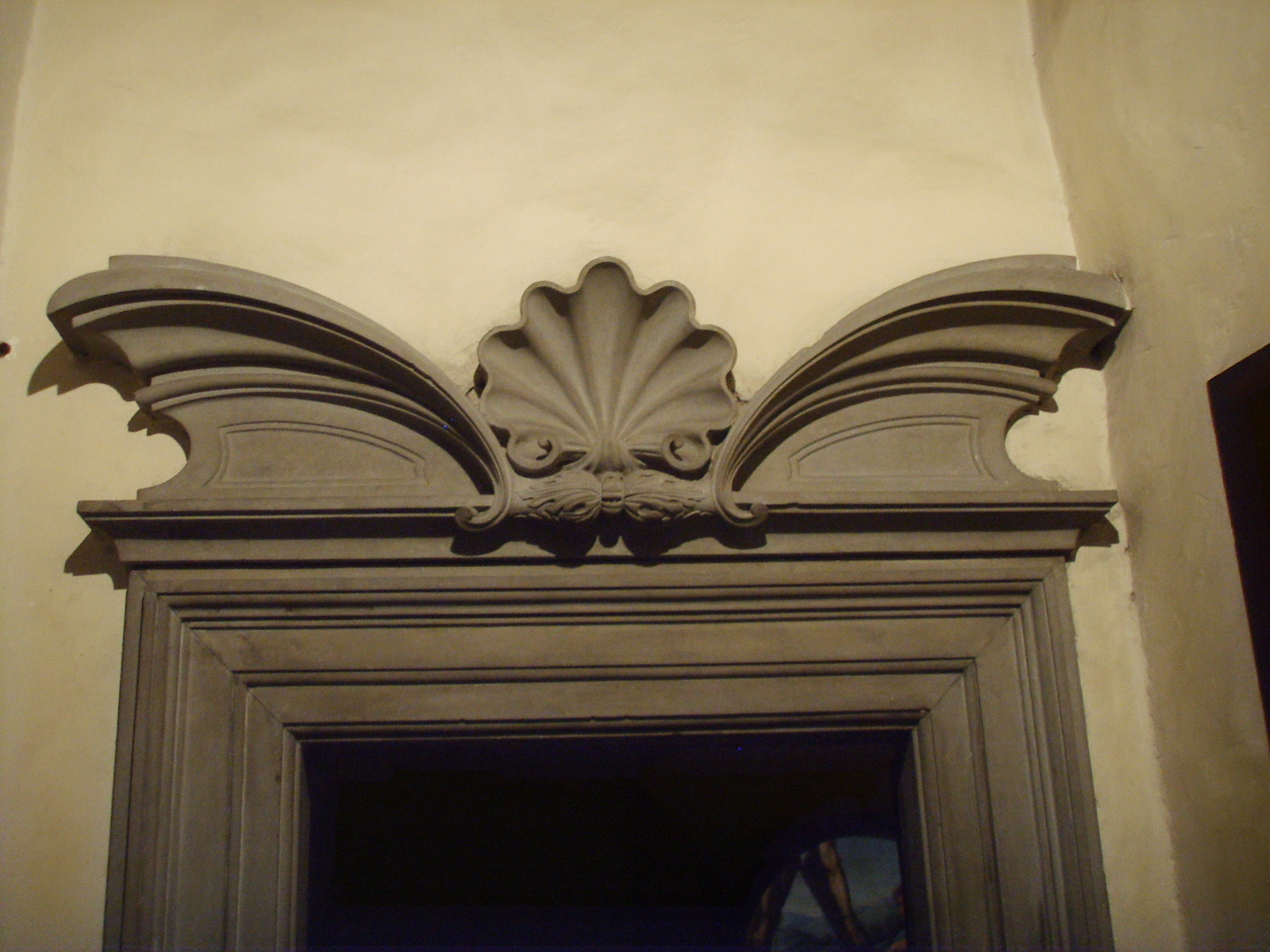
L'entrata con timpano spezzato e rovesciato ad ali di pipistrello